# Da Pump
I Da Pump sono una boy band giapponese formatasi a Okinawa nel 1996 e composta da sette membri:  Issa, Daichi, Kenzo, Tomo, Kimi, Yori e U-Yeah.
Messi sotto contratto dalla Avex, hanno raggiunto il successo nei primi anni duemila con l'album Da Best of Da Pump.

## Storia del gruppo
Il gruppo era composto inizialmente da quattro membri: il cantante Issa Hentona e i rapper Ken Okumoto, Yukinari Tamaki e Shinobu Miyara. Formatisi artisticamente presso l'Okinawa Actors School, nel 1997 firmarono un contratto con la Avex debuttando l'11 luglio dello stesso anno con il singolo Feelin' Good: It's Paradise. È tuttavia con l'album Da Best of Da Pump che raggiunsero un discreto successo in termini di vendite.
Nel 2005 Shinobu fu arrestato per guida in stato di ebbrezza e l'anno seguente abbandonò il gruppo. A seguito di un'altra defezione, quella di Yukinari nel 2008, la produzione decise di ingaggiare sette nuovi membri e di introdurre una nuova idea di base. Ken lasciò i Da Pump nel 2009 per intraprendere la carriera solista, cosicché Issa rimase l'unico componente della formazione originale ancora nel gruppo.
Nel 2014 la formazione subì un'ulteriore modifica con l'uscita dal gruppo di Kazuma; lo stesso anno uscì il singolo New Position, e poi, dopo un'assenza di circa quattro anni, il tormentone estivo U.S.A., cover di un brano degli anni novanta di Joe Yellow.

## Formazione

### Formazione attuale
- Issa (1996–presente)
- Daichi (2008–presente)
- Kenzo (2008–presente)
- Tomo (2008–presente)
- Kimi (2008–presente)
- Yori (2008–presente)
- U-Yeah (2008–presente)

### Ex componenti
- Shinobu (1996–2005)
- Yukinari (1996–2008)
- Ken (1996–2009)
- Kazuma (2008–2013)

## Discografia

### Album in studio
- 1998 – Expression
- 1999 – Higher and Higher!
- 2000 – Beat Ball
- 2002 – The Next Exit
- 2004 – Shippū ranbu: Episode II
- 2005 – Lequios

### Raccolte
- 2001 – Da Best of Da Pump
- 2001 – Da Best Remix of Da Pump
- 2006 – Da Best of Da Pump 2 plus 4
- 2018 – Thanx!!!!!!! Neo Best of Da Pump

### Live
- 2003 – Da Best of Da Pump Tour 2003 Reborn